# Anikejev
Anikejev [anikéjev] ima več pomenov.

## Osebnosti
Priimek več osebnosti (rusko Анике́ев, iz imena Anikej, pogovorne različice Joanikij).
- Ivan Nikolajevič Anikejev (1933—1993), ruski vojaški pilot in kozmonavt.
- Joan Anikejev (15. stoletje), ruski upornik.